# 恐怖海灣
《恐怖海灣》（英語：The Bay）是一部2012年美國仿纪录片的恐怖電影，由巴瑞·李文森執導，邁克爾·瓦拉赫 (Michael Wallach) 編劇，根據兩人創作的原創故事改編。該片由凱瑟·多諾休、南西·阿盧卡、克里斯多福·鄧漢、法蘭克·迪爾和克莉絲汀·康諾利主演，並在2012年多倫多國際影展首映。該片於2012年11月2日在戲院上映。到目前為止，這是萊文森唯一的恐怖片。

## 劇情
影片中的鏡頭曾被美國政府沒收，直到一位匿名人士洩露給全世界觀看。美國的馬里蘭州東岸小鎮突然出現詭異的昆蟲，沿著水路而來襲擊各種生物並寄生於咽喉部位，慘遭寄生的人類也逐漸變成類似僵屍般的死活人，造成人群恐慌...

## 演員
- 凱瑟·唐諾霍（英语：Kether Donohue） 飾演 唐娜·湯普森（Donna Thompson）
- 克莉絲汀·康諾利 飾演 史蒂芬妮（Stephanie）
- 威爾·羅傑斯 飾演 艾利斯（Alex）
- 史蒂芬·昆肯（英语：Stephen Kunken） 飾演 傑克·艾布姆斯博士（Dr. Jack Abrams）
- 羅伯特·崔維勒 飾演 威廉斯博士（Dr. Williams）
- 南西·雅路卡 飾演 潔奎琳（Jaqueline）
- 克里斯多福·德納姆（英语：Christopher Denham） 飾演 山姆（Sam）
- 法蘭克·迪爾 飾演 約翰·史托克曼市長（Mayor John Stockman）

## 製作
這部電影是萊文森受邀製作一部關於乞沙比克灣面臨問題的紀錄片的結果。儘管萊文森在得知電視節目《前線》已經報導同樣的問題後選擇放棄這部紀錄片，但相反的萊文森決定利用這項研究製作一部恐怖電影，他希望這部電影能揭示乞沙比克灣面臨的問題。因此，在宣傳這部電影時，他指出該片「80%是事實。」
根據編劇邁克爾瓦拉赫介紹，該劇本最初是一個關於一對年輕夫婦偶然發現一座死鎮的短篇故事。在從散落在城鎮各處的鏡頭中拼湊出所發生的真相後，他們意識到該城鎮還沒有完全死亡。萊文森對劇本很滿意，並把電影《甘迺迪：改變美國的三槍》寄給瓦拉赫，並詢問是否可以將這部電影拍成「紀錄片」類型。在考慮了龐貝古城災難後，萊文森注意到，如果這樣的災難發生在今天，那麼將會有更多證據證明他告訴網站雅虎這些所發生的事情，因此選擇使用尋獲佚失影片形式。「如果你收集了所有人的手機、數位相機、Skype、簡訊和其他方式拍攝的所有素材，你就可以得到這個小鎮的照片，這在歷史上尚屬首次。」這種形式的副產品是，許多素材可以由演員自行拍攝，而不需要傳統的攝像組。據萊文森說，大約三分之一的電影是用這種方式拍攝的。

## 反響
這部電影獲得了評論家們的大多數好評，根據82條評論，在評論網站爛番茄上獲得76%的認可率和6.6分（滿分10分）的平均評分。該網站的共識評論稱：「巴里·萊文森的這部生態恐怖片巧妙地運用了人們熟悉的偽紀錄片拍攝方法，營造出一部恐怖而又充滿氛圍的驚悚片。」根據20位評論者的評分，Metacritic上獲得65分（滿分 100 分）。《衛報》的戴維·考克斯（David Cox）給該片打了五分滿分的評分，稱其為「適合成年人看的恐怖片」。不過，《芝加哥太陽報》的羅傑·艾伯特（Roger Ebert）的評價就沒有那麼積極，他給予該片打了兩分半（滿分四分），他表示「儘管片中有一些嚇人的時刻，也有很多殘酷的時刻，但與其說這是一部恐怖片，倒不如說是一部偽生態紀錄片」。

## 外部連結
- 互联网电影数据库（IMDb）上《恐怖海灣》的资料（英文）
- 爛番茄上《恐怖海灣》的資料（英文）